# Gervais Rioux
Gervais Rioux (17 november 1960) is een voormalig Canadees wielrenner.  Hij nam deel aan de Olympische Zomerspelen 1988 en is eigenaar van het door hem opgerichte fietsenmerk Argon 18.

## Loopbaan
In de periode 1981 tot 1990 vertegenwoordigde Rioux Canada in verschillende wielerevenementen, zoals de Gemenebestspelen 1982 en de Olympische Zomerspelen 1988. Van 1981 tot 1990 nam hij deel aan het Wereldkampioenschap wielrennen voor de Canadese selectie.

## Belangrijkste overwinningen
1983
Grand Prix de Vimy
1985
 Canadees kampioenschap wielrennen op de weg
Grand Prix Marc Blouin
Twee etappes Mi-Août Bretton
Grand Prix Toulon
1986
Grand Prix Marc Blouin
1987
 Canadees kampioenschap wielrennen op de weg
Grand Prix Val Bélair
Nevada City Classic
1988
Grand Prix de Beauce
Canada Cup
1989
Tour du Saguenay-Lac-Saint-Jean

## Resultaten in voornaamste wedstrijden
| Jaar |  | WK op de weg |
| ---- |  | ------------ |
| 1982 |  | 76e          |
| 1983 |  | 27e          |
| 1985 |  | 33e          |
| 1986 |  | 76e          |
| 1987 |  | 27e          |